# District de Dhanbad
Le district de Dhanbad (hindi : धनबाद जिला)  est un district  de l'état du Jharkhand  en Inde.

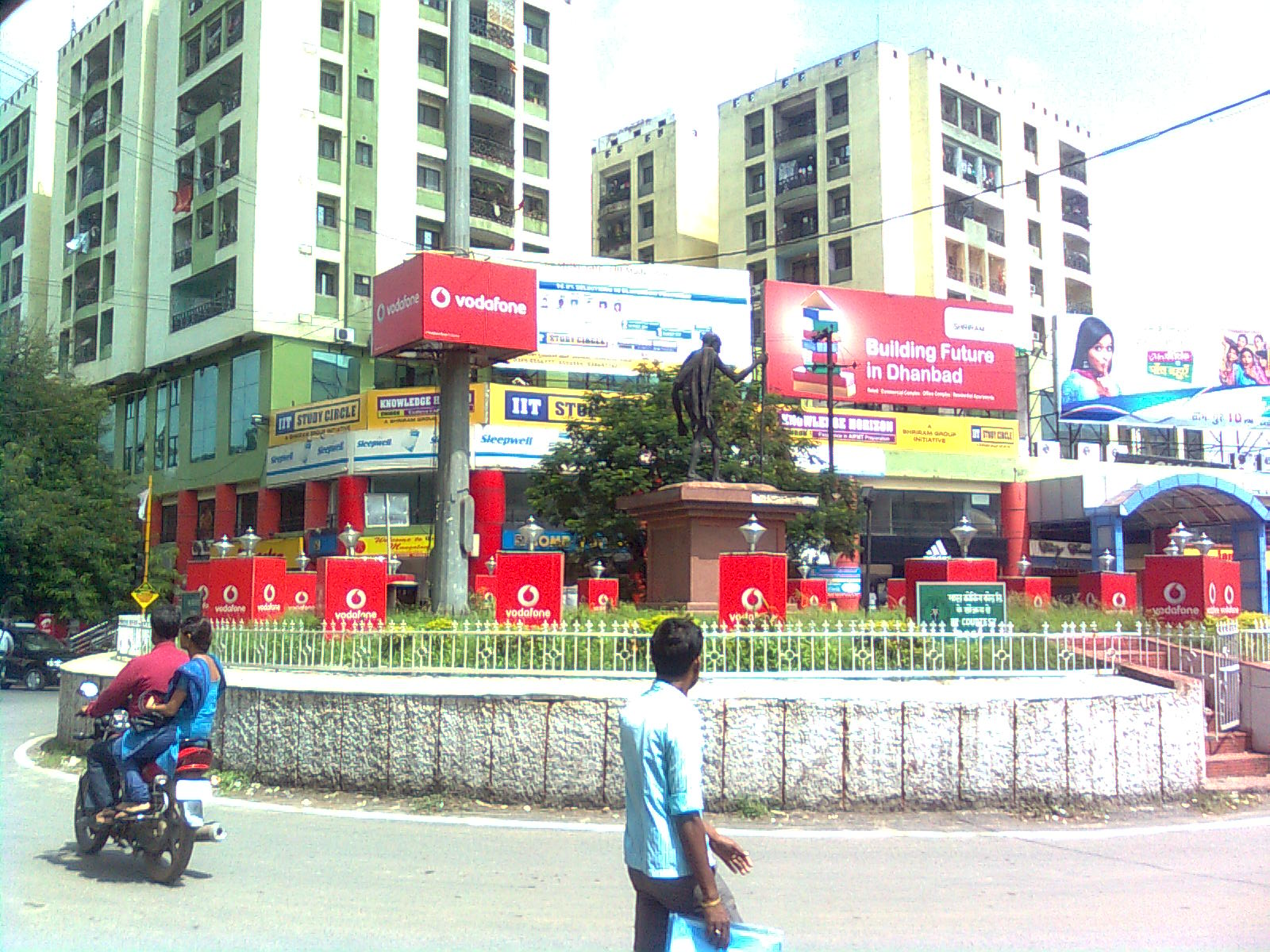
Ville de Dhanbad.

## Description
Au recensement de 2011, sa population compte 2 684 487 habitants pour une superficie de 2 040 km2.
Son chef-lieu est la ville de Dhanbad. 